# Zuidelijke zijdebij
De zuidelijke zijdebij (Colletes similis) is een vliesvleugelig insect uit de familie Colletidae. De wetenschappelijke naam van de soort is gepubliceerd in 1853 door Schenck.